# Matthäus Rothenhäusler
Matthäus Rothenhäusler OSB (* 21. Juni 1874 in Grünkraut; † 31. Juli 1958 in Gerleve) war ein deutscher Benediktiner.

## Leben
Er legte am 1. Januar 1894 die einfachen ewigen Gelübde ab. Nach der Priesterweihe am 15. August 1902 in Beuron siedelte er 1906 zum Studium nach Bonn über. Seit 1932 lehrte er als ordentlicher Professor für Kirchengeschichte am Anselmianum.

## Schriften (Auswahl)
- Zur Aufnahmeordnung der Regula S. Benedicti. Münster 1912, OCLC 634465416.
- Die Regel des heiligen Benedikt. Paderborn 1923, OCLC 7318777.